# اردوگاه زندان وویکووو
اردوگاه زندان وویکووو، یا کمپ شماره ۴۸، یک اردوگاه برای اسیران جنگ و دستگیرشدگان و بازداشت شدگان این زندان بود و هدف اصلی این اردوگاه محل زندانیان جنگی و پناهندگان از کمیسارای خلق در امور داخلی در اتحاد جماهیر شوروی بود. این اردوگاه توسط مقامات شوروی برای افسران عالی‌رتبه ورماخت آلمان و وافن اس اس تأیید شد و به‌طور غیررسمی به «اردوگاه ژنرال ها» معروف شد. 
این اردوگاه در نزدیکی شهر ایوانوفو، جمهوری فدراتیو سوسیالیستی روسیه شوروی بود و از سال ۱۹۴۳ تا ۱۹۵۵ هنگامی که آخرین زندانیان به آلمان شرقی بازگردانده شدند، کار می‌کرد. این اردوگاه در یک مسافرخانه قدیمی و آبگرم بهداشتی واقع شده بود. به دلیل تجمعات نسبی، این اردوگاه لقب(قلعه) به خود گرفت. 

## زندانیان منتخب در اردوگاه
- ویلهلم مونکه [۱]
- فردریش پائولوس [۳]
- آرتور اشمیت [۴]
- والتر فون سیدلیتز-کورزباخ [۳]
- لوئیس ترونیر (۱۹۵۲ پوند)